# Castell de Leeds
El castell de Leeds és una fortalesa pertanyent al patrimoni anglès del Regne Unit (English Heritage). Està situat en el municipi de Maidstone (Kent), encara que porta el nom del municipi proper de Leeds. Construït el 1119, des del segle xiii va ser propietat reial i va ser la residència de Caterina d'Aragó; posteriorment va estar en mans privades i actualment el gestiona una fundació que obre el castell i el seu parc a visitants. El seu aspecte actual es deu, en gran part, a unes reformes fetes al segle xix.

## Història
Edat mitjana i renaixement

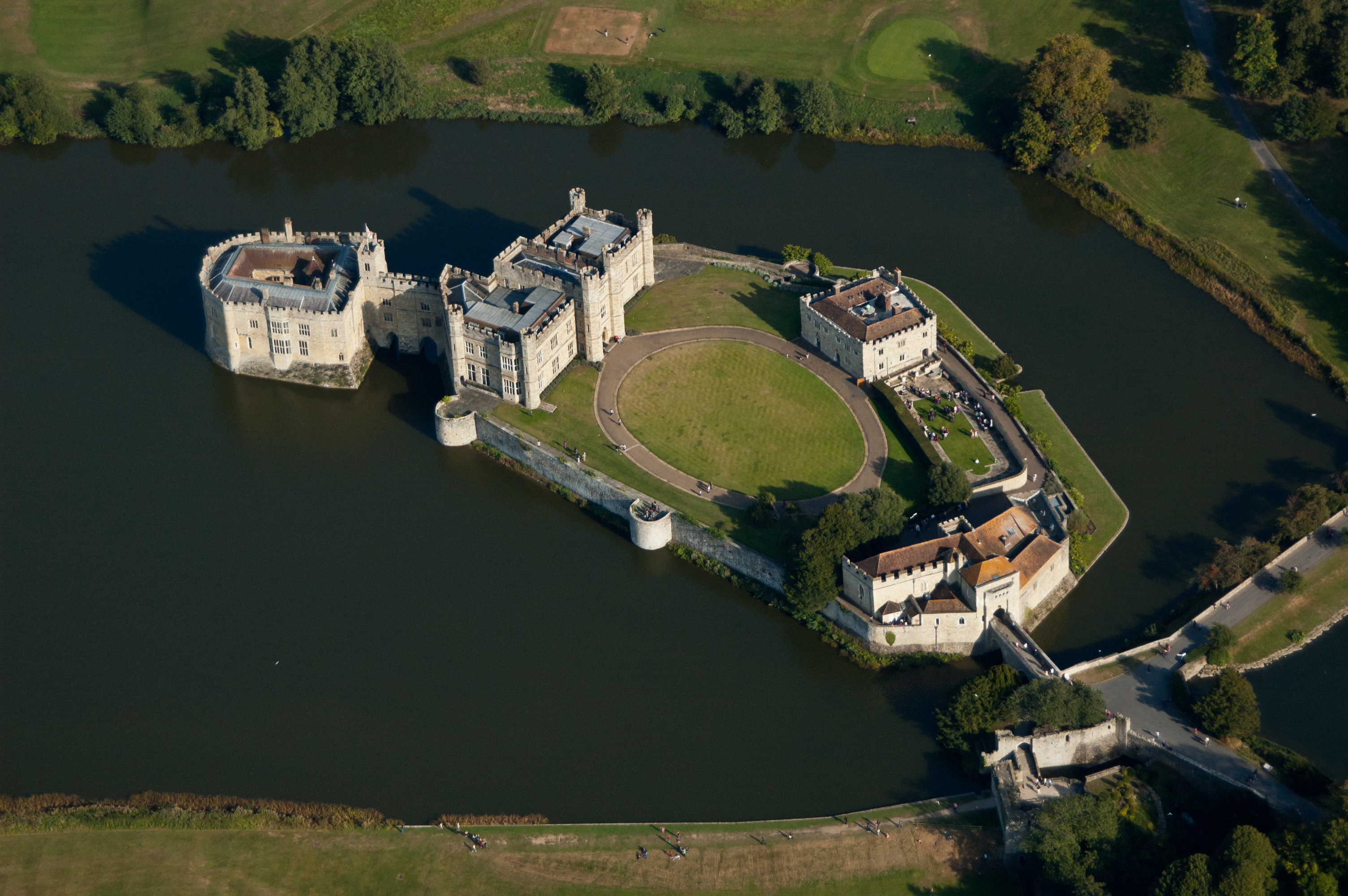
Vista aèria del castell

Des de l'any 857 l'indret on està ara el castell pertanyia a un cap anglosaxó anomenat Led o Leed, el qual en va fer construir una estructura fortificada de fusta sobre dues illes que hi ha al riu Len. El 1119 Robert de Crevecoeur va reconstruir en pedra un castell d'estil normand. El castell de Leeds va passar per diverses generacions de la família Crevecoeur fins a la dècada del 1260. Es desconeix quina forma tenia aquest castell normand, ja que va ser remodelat durant els segles següents, però segons Adrian Pettifer probablement tenia la forma d'un castell de mota.
El 1278, Elionor de Castella, esposa d'Eduard I d'Anglaterra, va comprar el castell i, com a residència reial, va rebre grans millores. El rei va reforçar les defenses de la construcció i probablement va ser Eduard I qui va crear el llac que l'envolta. També va afegir una barbacana que abastava tres illes. En la part residencial va afegir estances envoltades de jardí. A les acaballes de l'edat mitjana, la família reial havia augmentat i no hi havia prou lloc per acomodar-los a tots quan anaven de visita. Entre les residències que tenien al sud-est preferien la Torre de Londres o el castell de Windsor; així i tot, el castell de Leeds no va quedar abandonat completament.
El 31 d'octubre del 1321 les forces d'Eduard II d'Anglaterra van prendre el castell a Margaret de Clare, baronessa Badlesmere i esposa del conestable del lloc, Bartholomew de Badlesmere, que l'havia deixat al càrrec durant la seva absència. El rei va assetjat Leeds en resposta a la negativa de Margaret a acollir dins el castell la reina consort, Elisabet, durant l'absència d'Eduard. Quan va provar d'entrar per la força, lady Badlesmere va donar instruccions als seus arquers que llencessin fletxes amb foc sobre la reina i el seu seguici i sis dels acompanyants van morir. Lady Badlesmere va ser enviada a la Torre de Londres on va restar captiva fins al novembre del 1322. A la mort d'Edward II l'any 1327, la seva vídua va establir al castell de Leeds la seva residència principal.
La primera esposa de Ricard II d'Anglaterra, Anna de Luxemburg, va passar l'hivern del 1381 al castell, de viatge cap al seu matrimoni. El 1395, Ricard II va rebre aquí el cronista francès Jean Froissart.
Enric VIII va fer reformes al castell per acollir el 1519 la seva primera esposa Caterina d'Aragó. Es conserva una pintura que commemora la trobada, en un altre moment, entre Enric VIII i Francesc I de França.
El 1552 el castell de Leeds va ser conferit a sir Anthony St Leger (?-1559) d'Ulcombe, Kent, l'avi del qual, Ralph I St Leger (?-1470), havia estat sheriff del comtat de Kent i senscal d'aquest castell.
Segles XVII i XVIII
| Gibó de Fairfax |  | Gibó de Fairfax             |
| Gibó de Fairfax |  | Cuirassa de la guerra civil |

El castell va escapar de la destrucció durant la guerra civil, ja que el seu propietari, sir Cheney Culpeper, es va posar a favor dels parlamentaris. La fortalesa va ser emprada com a arsenal i presó durant el conflicte. Altres membres de la família Culpeper estaven, en canvi, a favor del bàndol reialista, per exemple John, 1r lord Culpeper, que va obtenir més de 5.000.000 d'acres (20.000 km²) de terres a Virgínia en recompensa per haver ajudat al fill del rei Carles, a fugir. L'herència d'aquest lord va venir bé per al futur del castell.
L'any 1693 va néixer al castell Thomas Fairfax, 6è lord Fairfax de Cameron, que es va establir a Amèrica del Nord per tenir cura de les terres dels Culpeper. És per això que al castell de Leeds hi ha un rellotge de sol que assenyala l'hora corresponent a Belvoir, (Virgínia) i un altre a la finca americana d'aquesta família assenyalant l'hora a Anglaterra. Fairfax era el rebesnet de Thomas Fairfax, que va comandar l'atac de les forces del parlament a la batalla de Maidstone l'any 1648 i al castell s'exhibeix el gibó que va portar aquest home durant la batalla.
Segle XIX

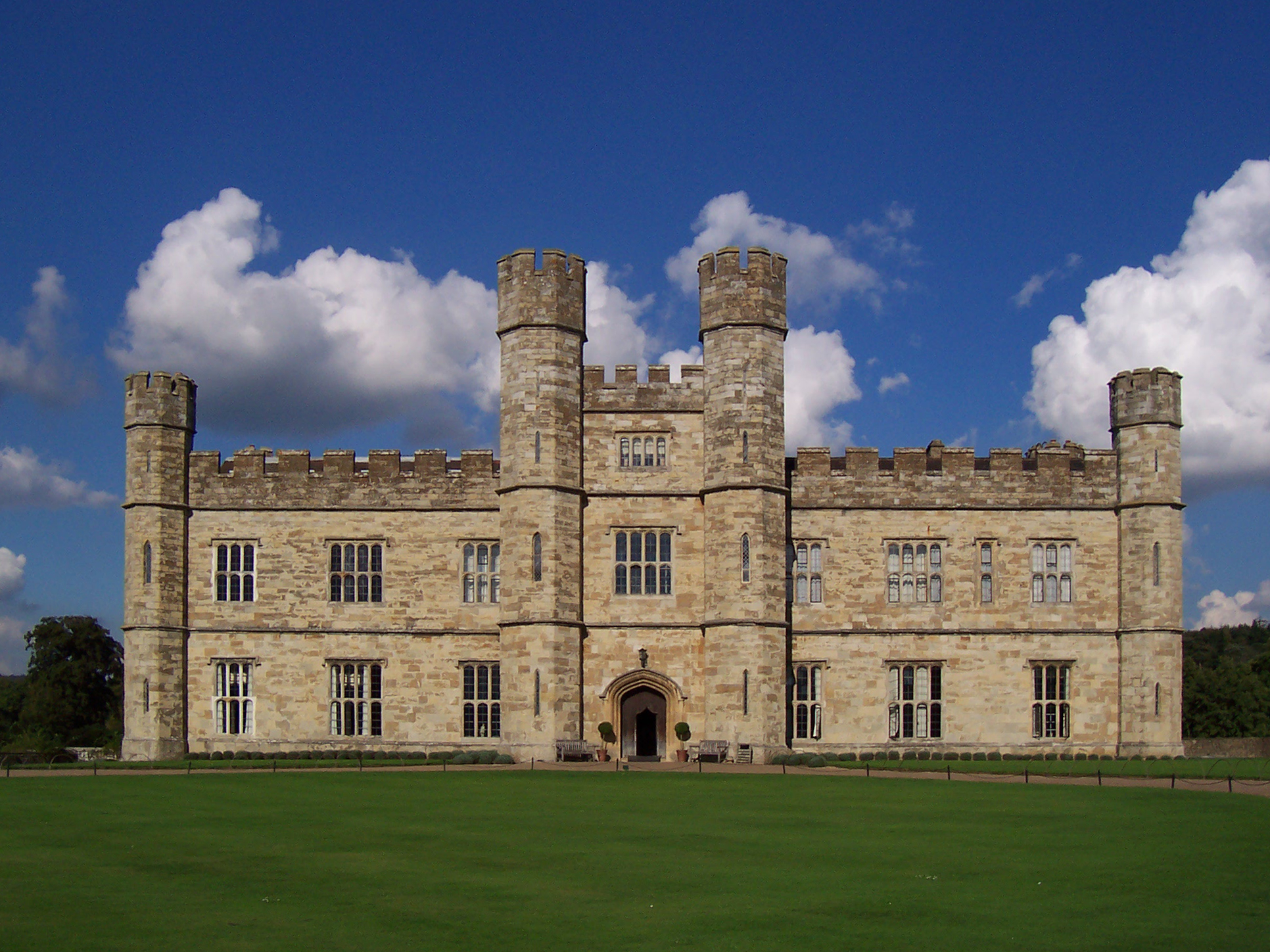
La façana principal després de la reforma en estil Tudor.

Robert Fairfax va ser propietari del castell durant 46 anys fins que el 1793, havent-se extingit la línia masculina, va passar a la branca Wykeham Martin, des del general Martin que va participar en la presa de Gibraltar. Amb la venda de les terres de Virgínia es van aconseguir diners per reparar i remodelar el castell seguint un estil Tudor. Les obres van estar enllestides el 1823 i, com a resultat, el castell va adquirir l'aspecte actual.
Segle XX i actualitat
El darrer propietari particular del castell va ser lady Olive Baillie, filla d'Almeric Paget, 1r baró de Queenborough i de la seva primera esposa, Pauline Payne Whitney, una hereva americana. Lady Baillie va comprar el castell l'any 1926 per 180.000 lliure. Va fe redecorar l'interior, al començament va confiar la tasca a l'arquitecte i decorador Armand-Albert Rateau, que va supervisar les alteracions que es van fer a l'exterior i va afegir elements a l'interior com ara una caixa d'escala de fusta de roure treballada segons l'estil propi del segle xvi, i més endavant va contractar al decorador també francès Stéphane Boudin. Durant la primera part de la Segona Guerra Mundial l'edifici es va fer servir com a hospital, lady Baillie i les seves filles van acollir soldats de l'exèrcit de l'aire. Els supervivents recorden amb afecte el període de recuperació que van passar al castell de Leeds. A la seva mort esdevinguda el 1974, lady Baillie va transferir el castell a una fundació privada creada amb fins caritatius, (Leeds Castle Foundation), l'objectiu de la qual seria preservar el castell per a benefici públic. El castell es va obrir a les visites el 1976.
El 17 de juliol del 1978, es va emprar com a punt de trobada entre el ministre d'afers estrangers egipci Mohammed Ibrahim Karmel i el seu homòleg israelita Moixé Dayan amb Cyrus Vance en representació dels Estats Units d'Amèrica, en preparació per als acords de la pau de Camp David. També es va fer servir per les converses de pau amb Irlanda del Nord impulsades per Tony Blair el setembre del 2004.
- El menjador
- La sala dels banquets
- La biblioteca
- La saleta Thorpe

## Turisme
El 1980 es va afegir un aviari i l'any 2011 la col·lecció ja contenia més de 100 espècies d'ocells, però es va decidir tancar-lo l'octubre del 2012 perquè els membres de la fundació van creure que les 200.000 lliures que es gastaven a l'any en aquest aviari podien anar bé per altres usos. El castell i els seus jardins són un destí per a gent que busca passejar per un bonic paisatge: hi ha un laberint fet de teixos retallats, una gruta decorativa, una pista de golf i un museu únic pel seu tema que són els collars de gos.
El 1952 va ser catalogat com a edifici del patrimoni nacional de grau I que cal ser conservat per ser de rellevància internacional. El 1998 aquest castell va ser un dels 57 edificis catalogats com a patrimoni anglès que va rebre més de 200.000 visitants. Aquesta xifra ha anat en augment, ja que segons informa l'Associació d'Atraccions Líders en Visites, el 2010 va rebre gairebé 560.000 visitants.

Panoràmica del castell de Leeds

## Escenari de cinema
Aquest castell es va fer servir com a escenari de la comèdia Kind Hearts and Coronets (doblada al castellà amb el títol Ocho sentencias de muerte), filmada el 1949, en la qual representava que era la residència Chalfont llar ancestral de la família aristocràtica Ascoyne.
També apareix en la pel·lícula The Moonraker (1958), ambientada en l'època de la guerra civil anglesa. Novament va ser escollida per fer Waltz of the Toreadors (1962), protagonitzada per Peter Sellers.
Els productors de televisió també han fet servir el castell, per exemple en la serie Doctor Who i en The Androids of Tara, de l'any 1978. Cliff Richard, va filmar un concert en viu aquí, amb el castell de Leeds com a marc de fons i el va titular Castells en l'aire.